# Givry-en-Argonne
Givry-en-Argonne è un comune francese di 479 abitanti situato nel dipartimento della Marna nella regione del Grand Est.

## Società

### Evoluzione demografica
Abitanti censiti